# HD12288
HD12288 — хімічно пекулярна зоря спектрального класу A2, що має видиму зоряну величину в смузі V приблизно  7,8.
Вона  розташована на відстані близько 753,2 світлових років від Сонця.

## Пекулярний хімічний вміст
Зоряна атмосфера HD12288 має підвищений вміст 
Cr
.

## Магнітне поле
Спектр даної зорі вказує на наявність магнітного поля у її зоряній атмосфері.
Напруженість повздовжної компоненти поля оціненої з аналізу
становить 1643,3± 292,1 Гаус.